# Élections législatives de 1962 dans la côte française des Somalis
Les élections législatives françaises de 1962 se déroulent le 18 novembre 1962. Dans le territoire de la côte française des Somalis, un député est à élire dans le cadre d'une circonscription.

## Élus
| Circonscription        | Député sortant        | Parti | Parti | Député élu ou réélu | Parti | Parti   |
| ---------------------- | --------------------- | ----- | ----- | ------------------- | ----- | ------- |
| Circonscription unique | Hassan Gouled Aptidon |       | UNR   | Moussa Ahmed Idriss |       | UNR-UDT |

## Résultats

### Résultats par circonscription
| | Moussa Ahmed Idriss élu | Divers         | 4 712  | 42,72  |  |  |  |
| | Ahmed Dini Ahmed        | Sans étiquette | 1 966  | 17,82  |  |  |  |
| | Ali Arre Khaire         | Sans étiquette | 1 488  | 13,49  |  |  |  |
| | Barkat Gourat Hamadou   | Sans étiquette | 1 475  | 13,37  |  |  |  |
| | Hassan Gouled sortant   | UNR-UDT        | 724    | 6,56   |  |  |  |
| | Hassan Ali Guelleh      | Sans étiquette | 245    | 2,22   |  |  |  |
| | Mohamed Houmed Abro     | Sans étiquette | 214    | 1,94   |  |  |  |
| | Haid Mahmoud            | Sans étiquette | 206    | 1,87   |  |  |  |
| |                         |                |        |        |  |  |  |
| Inscrits | Inscrits                | Inscrits       | 25 193 | 100,00 |  |  |  |
| Abstentions | Abstentions             | Abstentions    | 13 948 | 55,36  |  |  |  |
| Votants | Votants                 | Votants        | 11 245 | 44,64  |  |  |  |
| Blancs et nuls | Blancs et nuls          | Blancs et nuls | 215    | 1,91   |  |  |  |
| Exprimés | Exprimés                | Exprimés       | 11 030 | 98,09  |  |  |  |
| Source : France, Ministère de l'intérieur. Les Elections législatives . Métropole., la Documentation française, 1967 (lire en ligne) |                         |                |        |        |  |  |  |